# Читинский зоопарк
Чити́нский зоопа́рк — муниципальное бюджетное учреждение культуры «Читинский городской зоопарк» в городе Чите Забайкальского края. Основной вид деятельности по ОКВЭД-2 91.04 — деятельность ботанических садов, зоопарков, государственных природных заповедников и национальных парков. Учредитель — администрация городского округа город Чита.  

## История
Официально основан постановлением главы администрации города Читы от 20 июля 1994 года за № 1157 как МУ «Читинский городской зоопарк». Действующий организационно-правовой статус установлен 1 февраля 2013 года. Зоопарк вырос из живого уголка при Читинском дворце пионеров (в настоящее время городской Центр детского творчества), появившгося в 1986 году.

## Животные
В настоящее время[уточнить] в Читинском зоопарке содержится около 700 особей животных 156 видов.

### Земноводные и пресмыкающиеся
- Гладкая шпорцевая лягушка (1.1.0)[2]
- Лягушка-бык (0.0.1)
- Крокодил нильский (1.0.0)
- Гладколобый кайман (0.0.2)
- Красная игуана (0.0.1)
- Игуана обыкновенная (0.0.1)
- Сцинк синеязыкий (0.0.1)
- Питон тигровый (0.0.1)
- Императорский удав (0.0.2)
- Красноухая черепаха (0.0.5)
- Болотная черепаха (0.0.3)
- Среднеазиатская черепаха (0.0.5)

### Секция хищных зверей
- Беркут (0.0.1)[2]
- Волк (1.1.0)
- Волк красный (1.1.0)
- Генетта (0.1.0)
- Енот-полоскун (0.0.1)
- Мохноногий канюк (2.0.0)
- Корсак (1.1.0)
- Бенгальская кошка (0.1.0)
- Кошка-рыболов (1.1.0)
- Рыжая лисица (3.2.0)
- Серебристо-чёрная лисица (3.2.0)
- Бурый медведь (1.1.0)
- Белогрудый медведь (гималайский) (1.0.0)
- Могильник (0.0.1)
- Песец (2.2.0)
- Обыкновенная пустельга (0.0.1)
- Рысь (1.1.0)
- Енотовидная собака (1.0.0)
- Соболь (1.0.0)
- Амурский тигр (0.1.0)
- Филин (0.0.2)
- Хонорик (гибрид хорька и норки) (2.0.0)
- Степной хорёк (1.0.0)
- Ястреб-тетеревятник (0.0.1)

### Секция орнитологии
- Зебровая амадина (4.2.0)[2]
- Японская амадина (0.1.0)
- Краснобрюхий ара (0.0.1)
- Сине-жёлтый ара (0.0.1)
- Венесуэльский амазон (1.1.0)
- Волнистый попугайчик (домашняя форма) (12.15.0)
- Ворон (0.2.0)
- Галка (0.0.2)
- Голуби породы «Бакинский бойный» (1.1.0)
- Голуби породы «Венгерский великан» (1.1.0)
- Голуби породы «Дракон» (2.2.0)
- Голуби породы «Карьер» (1.1.0)
- Голуби породы «Кинг» (0.1.0)
- Голуби породы «Курчавый» (0.1.0)
- Голуби породы «Павлин» (3.3.0)
- Домашний гусь (2.3.0)
- Бурохвостый жако (2.0.0)
- Краснохвостый жако (0.1.0)
- Даурский журавль (0.0.1)
- Журавль-красавка (0.0.2)
- Индейка (1.6.0)
- Большой желтохохлый какаду (1.0.0)
- Канарейка (2.2.0)
- Китайский кольчатый попугай (1.1.0)
- Корелла (12.10.0)
- Кряква (1.3.0)
- Бородатая куропатка (0.0.1)
- Куры породы «Бентамка» (1.8.0)
- Куры породы «Орловская» (3.17.0)
- Чёрный лебедь (0.0.1)
- Лебедь-кликун (2.1.0)
- Белоспинный лори (1.0.0)
- Красный лори (0.0.1)
- Многоцветный лорикет (1.0.0)
- Мандаринка (1.1.0)
- Мускусная утка (1.4.0)
- Масковый неразлучник (14.17.0)
- Розовощекий неразлучник (4.4.0)
- Неразлучник Фишера (3.3.0)
- Длиннохвостая неясыть (0.0.2)
- Огарь (красная утка) (0.0.4)
- Обыкновенный павлин (4.4.0)
- Японский перепел (домашняя форма) (0.0.1)
- Бледноголовая розелла (0.0.1)
- Обыкновенная розелла (0.0.2)
- Розовогрудый кольчатый попугай (2.1.0)
- Красноголовый кольчатый попугай (0.0.1)
- Сойка (0.0.2)
- Сорока (0.0.1)
- Золотой фазан (1.3.0)
- Пёстрый китайский фазан (1.1.0)
- Обыкновенный фазан (2.1.0)
- Серебряный фазан (3.4.0)
- Обыкновенная цесарка (2.3.0)
- Озёрная чайка (0.0.1)

### Секция экзотических животных
- Обыкновенная белка (5.5.0)[2]
- Бенгальский хомячок (3.2.0)
- Белогорлый варан (1.0.0)
- Индийский дикобраз (1.1.0)
- Даурский ёж (0.0.4)
- Обыкновенная игуана (зелёная) (0.0.2)
- Императорский удав (0.0.2)
- Гладколобый кайман (0.0.2)
- Нильский крокодил (1.0.0)
- Домашний кролик (3.3.64)
- Львиноголовый карликовый кролик (1.1.6)
- Свинохвостый макак (лапундер) (0.1.0)
- Яванский макак крабоед (1.0.0)
- Морская свинка (домашняя форма) (1.5.0)
- Обыкновенная пиранья (0.0.8)
- Монгольский сурок (2.0.0)
- Тёмный паку (2.3.0)
- Тигровый питон (0.0.1)
- Обыкновенный хомяк (11.12.15)
- Болотная черепаха (2.0.3)
- Красноухая черепаха (0.0.11)
- Среднеазиатская черепаха (степная) (0.0.6)
- Чёрная крыса (19.12.0)
- Шиншилла (дом. форма) (0.0.3)

### Секция копытных животных
- Двугорбый верблюд (1.0.0)[2]
- Гуанако (1.1.0)
- Изюбрь (1.3.0)
- Кабан (1.0.0)
- Домашняя коза (1.0.0)
- Сибирская косуля (2.1.0)
- Лось (0.1.0)
- Домашняя овца (0.1.0)
- Пятнистый олень (1.1.0)
- Пони (3.1.0)
- Як (0.1.0)[3]

## Адрес зоопарка
- 672007, город Чита, улица Журавлёва, 75